# Praon pequodorum
Praon pequodorum är en stekelart som beskrevs av Henry Lorenz Viereck 1917. Praon pequodorum ingår i släktet Praon och familjen bracksteklar. Inga underarter finns listade i Catalogue of Life.